# Belvosia formosa
Belvosia formosa là một loài ruồi trong họ Tachinidae.